# Promillegrænse
 Denne artikel omhandler overvejende eller alene danske forhold. Hjælp gerne med at gøre artiklen mere almen.
Promillegrænse er en lovbestemt grænse for hvor høj alkoholkoncentration, som førere af motorkøretøjer må have, når de færdes i trafikken. Promillen fastslås ved en blodprøve, og er defineret som 1 g alkohol pr. kg blod (1,055 g pr. liter). 
I 1976 blev der i Færdselsloven fastsat en promillegrænse på 0,8, som 1. marts 1998 blev ændret til 0,5 promille. Overtrædelse straffes med bøde og med fængsel, hvis promillen overstiger 2,00 promille. Samtidig frakendes kørekortet betinget, hvis promillen er under 1,20. Er den over 1,20, frakendes kortet ubetinget. Der kan siden 2015 ansøges om installation af alkolås i den dømtes bil, således at der på visse betingelser alligevel kan køres i frakendelsesperioden.
Ifølge Luftfartslovens § 50 må piloter og andet flypersonale ikke have en promille, der overstiger 0,20.